# Eriostemon
Eriostemon es un género con 159 especies de plantas  perteneciente a la familia Rutaceae. Nativo de Australia.

## Especies seleccionadas
- Eriostemon affinis
- Eriostemon alpinus
- Eriostemon ambiens
- Eriostemon amblycarpus
- Eriostemon amplifolius
- Eriostemon anceps
- Eriostemon australasius
- Eriostemon banksii